# Борис Бонев (политик)
Вижте пояснителната страница за други личности с името Борис Бонев.
Борис Бонев е български политик, икономист и общественик. Един от основателите на „Спаси метрото“ и „Спаси София“. Кандидат-кмет на София на местните избори през 2019 г. и общински съветник в Столичен общински съвет за мандати 2019 – 2023 г. и 2023 – 2027 година. От 2025 г. председател на групата на „Спаси София“ в СОС.

## Биография
Роден е на 5 юли 1988 г. в София. Завършва Френската гимназия, а след това двойна бакалавърска програма по бизнес администрация и икономика в Софийския университет и университета Лил II. Продължава следването си във Франция, завършвайки две магистратури – Икономика и управление и Иновации и управление на технологиите в университета Париж 1 Пантеон Сорбона.
В Париж работи в счетоводния и продажбения отдел на General Electric; управлява големи проекти в Carrefour.
Борис Бонев се връща в София в края на 2015 г.
Започва работа като експортен мениджър в компанията производител и дистрибутор на био продуктите Roobar.

### Общественик
От 2009 г. е модератор на българската секция на най-големия международен форум за строителство и архитектура, като именно там се заражда инициативата „Спаси Метрото“. Целта е промяна на тогавашния план на столичната община за строеж на третия метродиаметър като скоростен трамвай, който няма връзки с другите два лъча, вместо класическо подземно метро. След като тази битка е спечелена, в началото на 2015 г. „Спаси Метрото“ прераства в „Спаси София“ и екипът се заема с решаването на по-всеобхватни проблеми за града.

### Политик
През 2019 г. е кандидат за кмет на София. Избран е за общински съветник. През октомври 2023 партията „Спаси София“ влиза в коалиция с ПП-ДБ относно изборите в София. Като част от голяма коалиция тя застава зад Васил Терзиев, кандидат на ПП-ДБ. На 29 октомври 2023 година Бонев е избран повторно за общински съветник. Впоследствие след победата на Васил Терзиев, на 21 ноември 2023 година Бонев е предложен за председател на общинският съвет, но не успява да събере подкрепа от СОС. В резултат няколко месеца столичният общински съвет остава блокиран. Накрая е постигнат компромис и през февруари 2024 година за председател на СОС е избран Цветомир Петров от групата на ПП-ДБ-СС.
На 22 април 2025 година Бонев оттегля подкрепата си за Терзиев и обявява, че преминава в конструктивна опозиция.

## Възгледи
Неговата позиция е, че след завършването на третия метродиаметър и предвидените отклонения към „Люлин“ и „Слатина“ строежът на метрото не трябва да продължава до квартали, където няма достатъчно пътникопоток, а трябва да се наблегне върху изграждането на обособени бързи трамвайни трасета. Фокусът на Борис Бонев са развитието на трамвайната мрежа, устойчивата градска среда и опазването на архитектурното наследство.
Като общински съветник се обявява против продължението на метрото до Симеоновския лифт и ИКЕА, тъй като смята, че районът може да бъде обслужван с наземен транспорт. В качеството си на общественик и общински съветник често поставя като свой приоритет велосипедното движение, и желае „велосипедна революция“. Бонев често декларира, че чрез велосипедното движение иска да изгради алтернатива на автомобилното движение Бонев също така желае радикална реформа в транспортното движение на София – отнемане на част от правомощията на дружеството „Център за градса мобилност“, ревизия на големите договори в сектора (договори за 100 милиона относн пътна маркировка, улично осветление, светофари и пр.) Бонев призовава и за оставката на Димитър Петров, дългогодишен директор на „Управление и анализ на трафика“, тъй като според него е феодализирал структурата.
На 17 май 2022 година Бонев призовава за оставки на шефовете на столичните транспортни дружества – Димитър Дилчев, Слав Монов, Евгений Ганчев, Стоян Братоев. Според Бонев те „пълнят партийните каси“ и „обезкървяват транспорта на София“. На 25 април 2025 година Борис Бонев предупреждава, че на мястото на инж. Братоев ще бъде избран друг кандидат в качеството му на изпълнителен директор на „Метрополитен“ и се възпротивява енергично на смяната и представя Братоев като професионалист. Така той променя позицията си за инж. Братоев от „човек който пълни партийните каси“ (Бонев 17 май 2022 за Братоев) до „голям професионалист“ (Бонев за Братоев на 25 април 2025)
През октомври 2023 година „Спаси София“ влиза в коалиция с ПП-ДБ относно изборите в София. Като част от голяма коалиция „Спаси София“ застава зад Васил Терзиев, кандидат на ПП-ДБ. Бонев участва активно в кампанията на Васил Терзиев. На 22 април 2025 година се оттегля в опозиция и отегля подкрепата си за Васил Терзиев. Според него Терзиев не спазва предизборните обещания дадени при съставяне на коалицията ПП-ДБ-СС, а на Терзиев му липсват визия и смелост. Конкретен повод за критиките му срещу Васил Терзиев става конкурсът за главен архитект. Бонев не одобрява избрания кандидат – арх. Богдана Панайотова и твърди, че тя има връзки с олигарха Делян Пеевски. В отговор Терзиев декларира, че „София не се променя с думи и пресконференции“ и че гражданите очакват не конфликти, политически демонстрации и популизъм, а дела. На 27 май 2025 Бонев отбелязва, че Терзиев се справя по-зле като кмет дори от Йорданка Фандъкова